# Vera Poska-Grünthal
Vera Poska-Grünthal (Reval, 1898. – Stockholm, 1986.) bila je vodeća estonska feministkinja. Bila je jedna od osnivačica Međunarodne federacije žena odvjetnica (IFWL), međunarodne nevladine organizacije (NGO) koja unapređuje položaj žena i djece pružanjem pravne pomoći, programima pravnog opismenjavanja i edukacije, a kroz zagovaranje, pravo reforma, istraživanje i publikacije. Pokrenula je i časopis na estonskom jeziku Triinu u Švedskoj 1952., gdje je bila urednica do 1981.

## Daljnja literatura
- Sirje Tamul, Vera Poska-Grünthal u A Biographical Dictionary of Women's Movements and Feminisms in Central, Eastern, and South Eastern Europe 19th and 20th Centuries. Budimpešta, New York: CEU Press. S. 450-454
- Vera Poska-Grünthal i Jaan Poska, Jaan Poska tütar jutustab. Mälestusi oma isast ja elust vanemate kodus (1969.)
- Vera Poska-Grünthal, See oli Eestis 1919-1944 (1975.)
- Vera Poska-Grünthal, Elu jätkub võõrsil (1985.)